# ドレミファ・どーなっつ!
『ドレミファ・どーなっつ！』（Do-Re-Mi-Fa Donuts）は、井出隆夫原作・脚本による1992年（平成4年）10月5日から2000年（平成12年）3月31日までNHKの幼児向け番組『おかあさんといっしょ』内で放送されていた着ぐるみによる人形劇。9作目。1995年4月から2000年3月まで「母と子のテレビタイム（日曜版）」でも放送されていた。

## 概要
前作『にこにこ、ぷん』の舞台であった、にこにこ島の近くにあるドーナツの形をした「どーなっつ島」が舞台。みど、ふぁど、れっしー、空男の4人のキャラクターが仲良く遊んだり、ケンカなどを通じて日常生活において大切なことを学んで行く着ぐるみによる人形劇。番組タイトルが平仮名・片仮名混じりになっているのは前々作『ブンブンたいむ』以来4作目、同じく番組タイトルに記号（約物）の感嘆符が入るのは前作『にこにこ、ぷん』に続いている。また、みどとふぁどは第6作『ゴロンタ劇場』以来の兄弟姉妹かつ双子で、第4作『とんでけブッチー』以来2度目の「犬の兄弟姉妹」となった。さらに、着ぐるみキャラクターの人数が4人で、名前が呼ばれたり書かれたりする順番が女の子の「みど」からなのは歴代人形劇史上初である。平成に改元後、最初の作品である。
原作は井出隆夫が前作から引き続き担当。作品世界が前作と同一となった。そのためか、ファミリーコンサートでは1998年（平成10年）度まで『にこにこ、ぷん』と度々共演した（後述）。劇中歌の作曲は、前作から続投の越部信義に加え、乾裕樹と福田和禾子も担当し、乾はテーマソングと放送当時の番組エンディング「ドレミファれっしゃ」も作曲した。
第3作『とんちんこぼうず』以来23年ぶりに10月改編で始まり、着ぐるみキャラクター全員に名字が与えられた最後の人形劇である。さらに『おかあさんといっしょ』の放送チャンネルが1998年4月6日に教育テレビに完全移行したため、第1話を総合テレビで放送した最後の作品でもある。
基本的に着ぐるみの実写だが、アニメーション版もある。アニメーション版は1995年（平成7年）4月から1999年（平成11年）3月まで放送された。
末期の1999年4月から2000年（平成12年）4月までの1年間は、次作『ぐ〜チョコランタン』の前身の『スプーとガタラット』と並行しての放送となり、放送時間が『おかあさんといっしょ』のオープニングから番組の中盤に移動。当時のうたのおにいさん・おねえさんの杉田あきひろ、つのだりょうこがキャラクターの名前を呼んでから始まるようになった。また、この頃からエンディングが「スプラッピ スプラッパ」に変更されたため、本作の4人がエンディングに登場しなくなった。
2000年3月31日を以て放送を終了し、本作の登場キャラクターは4月1日に『おかあさんといっしょ』から卒業した。
2001年（平成13年）元日。『ぐ〜チョコランタン』放送中に21世紀になったため、本作は20世紀のうちに放送を終了した最後の人形劇となった。

## 登場キャラクター

### メインキャラクター
みど、ふぁど、れっしー、空男の年齢は5歳。4人の名前は音階の「ド・レ・ミ・ファ・ソ・ラ・シ・ド」に由来している。
1996年（平成8年）4月にデザインがマイナーチェンジされ、4人ともキャラクター外装の顔などの体型や衣装デザインが若干変更されている。
みど・わおん
声 - 佐久間レイ
ふぁどの双子の姉で、プードルの女の子。赤いベレー帽をかぶっている。どーなっつ島の住人。一人称は「あたし」。
ふぁどと一緒に挨拶するときは「みど・ふぁど・わおーん」と自己紹介する。一人の場合は「チャオ、みどでーす」と敬語で挨拶する。
元気でおしゃま。負けず嫌い。活発で、じっとしていることが嫌い。4人組の紅一点でリーダー的存在で、いつもやる気があるかないかはっきりしない3人の面倒を見ている。趣味はスポーツで、ドッジボールとテニスが得意。一度3人を練習に誘ったが、相手にされなかったり、渋々相手にしてもらえてもボールを拾いに行かせたりしたためそれ以来誘わなくなった。逆に不器用で料理や裁縫が苦手。怒ったり悔しがったりすると「わおーんだ！」と叫ぶ。「どーなっつ島こども会」があり、自ら主導的に参加している。一度だけふぁどと着る服を交換したことがある。
みどとふぁどの手は、放送開始当初は実際の犬同様に肉球がついた手だったが、1994年4月から5本指の人間の手の形に変更された。
ふぁど・わおん
声 - 小桜エツコ
双子の弟で、プードルの男の子。青いベレー帽をかぶっている。どーなっつ島の住人。一人称は「僕」。
みどと一緒に挨拶するときは「みど・ふぁど・わおーん」と自己紹介する。一人で挨拶するときは「やあ、ふぁどだよ」と挨拶する。
姉のみどとは対照的に大人しくて気が弱い。手先が器用。時や計算に強い。みどには滅法弱く、逆らうことができない。スポーツなど身体を動かす事は苦手だが、手先が器用で工作や壊れた物の修理をする事が得意。また読書が好きで時々子供移動図書館のお手伝いもする。宝物である哺乳瓶を大事にしており、その哺乳瓶でミルクを飲むと赤い仮面と赤いマントを着用した哺乳マンに変身する。ただし、変身すると物凄い体力を使うため、すぐにエネルギー切れになるのが欠点である。強いのか弱いのかはふぁど自身も分からないらしい。
れおなるど・とびっしー（れっしー）
声 - 中尾隆聖
キノボリカンガルーの男の子。元マダタスカル島の王子。一人称は「僕」。
「ごきげんよう、元王子れっしーです」と挨拶する。王子だった頃の名残で「○○係どこ〜」が口癖。みどを「お姉さんワンちゃん」、ふぁどを「性格が良い方のワンちゃん」もしくは「弟ワンちゃん」、空男を「ゴリリン坊や」と呼んでいる。みど、ふぁど、空男のことは、「友達」ではなく「家来」だと思っている。
王子だったため世間知らずでわがままだが、牧場で牛の世話や白鳥の餌やりをするなど働き者になる。元王子のプライドから、人に助けてもらわずに自分で生計を立てようと、日夜けなげに仕事にはげむ頑張り屋である。ネッシーに憧れている。
父が王位を追われ彼も王族ではなくなったため、自分の幸せを探しにどーなっつ島にやってきて、普通の子供として生活している。
詩を作ることが好きで「れっしーさすらい詩集」というものがある。また、ギターを弾くことが得意。よく母（女王）からの手紙と荷物（ふるさとのかぜ）が届く。「木登りの得意なカンガルーだから靴は必要ない」という理由により、他のキャラクターと違い常に裸足である。実写版では（実際には着ぐるみである為）木に登ることはなかったが、アニメ版ではしばしば木に登る描写が描かれることがあった。また、4人の中で彼のみ頭のてっぺんに大きな耳があるため、帽子を被っていない。
現在は、木の上の家に住んでいる。「花子」と名付けた自分そっくりの金魚を飼っている。
声を担当している中尾は『にこにこ、ぷん』でもぽろり・カジリアッチIII世（ぽろり）役で出演しており、同作から引き続き出演となった。なお、中尾は間を置かずに新たなキャラクターを演じる事になった為、キャラクターが確立するまでの間れっしーは「歌を歌えない」という設定になっていた事がある。
青井 空男（あおい そらお）
声 - 青木和代
ゴリラの男の子。緑色の野球帽を被っている。元ゴリリン村の住人。一人称は「おら」。
「ジャンボ。おら、空男」と挨拶する（スワヒリ語の挨拶と、体が大きいことをかけている）。東北弁で喋り、語尾に「〜だよ」を付けることが多い。
気は優しくて力持ち。動きはスロー。騙されたりからかわれたりしても、めったに怒らない。
父が勤めていた村の鉄道が廃線になったため、ドレミファ鉄道があるどーなっつ島へ引っ越して来た。母親がいないので父にお弁当を届けたり、家事全般をこなす。立ったまま寝る癖がある。通っていたゴリリン村保育園の保母さん・雪子先生に憧れていて、彼女が貼ってくれた絆創膏を剥さずに付けている。
「SORAO」と書かれている緑が基調の服を着ており、緑の帽子をかぶっている（放送開始当初は帽子のつばに「GORILLA」と書かれており、1996年以降はなくなっていたが、後に『ワンワンパッコロ!キャラともワールド』など他番組へのゲスト出演時には再び表記されている）。
編み物が得意で、上記のスローな動きから早口言葉が苦手。
名前について
メインキャラクターの中で唯一本名が漢字表記で、「ド・レ・ミ・ファ・ソ・ラ・シ・ド」以外の文字「お」が名前に入っている。特に前者に至っては、過去の作品や2022年（令和4年）から放送中の第14作『ファンターネ!』までの後継作品でも、名前が全て漢字表記なのは彼のみである。

### サブキャラクター
カメダスさん
声 - 小林修
「どーなっつ島気象協会」に所属しており、天気予報官をしているカメ。天気予報はよく当たる。古井戸気象台の勤務。名前はアメダスが由来。
歴代人形劇シリーズで初めて登場した、は虫類キャラクター。
かもめの郵便屋さん
声 - 小林修
名前は郵々迷留（ゆうゆうめいる）。『にこにこ、ぷん』から引き続き登場。
どーなっつ島と外界との橋渡し役。4人のよき相談相手。人格者で物知りだが、お嫁さんが見つからないのが悩みの種。
あひるファミリー
声 - 早川京子（母親）、中尾隆聖（キャップくん）、小桜エツコ（リボンちゃん）、佐久間レイ（タマぼう）
アイキャッチおよびエンドキャッチ担当のキャラクター。母親、帽子をかぶったキャップくん、リボンを付けたリボンちゃん、卵の殻の中に入っているタマぼうの4羽のあひるの家族。
ファミリーの子供3羽の名前は、おかあさんといっしょの雑誌である『NHKのおかあさんといっしょ』の別冊内で公募が呼び掛けられ、その応募の中から決まったものである。
アイキャッチの際は「グワッグワァンバレ♪まだまだ楽しいど～！」（4羽）「ナッツ！」（タマぼう）と歌い、エンドキャッチの際は「ファミレドど～ナッツ！」と歌う。
ごくまれにタマぼうが不在の時があり、その際「ナッツ！」の部分はカメダスさんが担当している。

### 主要キャラクターの家族
『にこにこ、ぷん』とは正反対に、家族構成が明細に描かれており、空男の母親以外は健在である。

#### わおん家
みら・わおん
みどとふぁどの父親で、わおん菓子店を経営し、その腕前はお菓子のコンクールで優勝したほど。
みれ・わおん
みどとふぁどの母親で、わおん歯科医院を開業している優しくて腕のいいの歯科医。赤いスポーツカーを颯爽と乗りまわす一面も。

#### マダタスカル島
れっしーの父親（名前不明）
元マダタスカル島の王様で、やめさせられた原因は威張りすぎによるもの。
現在は城を利用したホテル「ホテル・キャッスル」の支配人だが、高飛車なサービスのため順調とはいえない。また「元王様」という芸名でレコードデビューも果たす。
かてりーな・とびっしー
れっしーの母親で、れっしーのことを思って、楽器や果物などいろいろな品物を送ってくる。
チャカチャカ姫
れっしーの婚約者。本名はチャッピー・かれん。
マダタスカル島の隣のタフマニア島に在住。お転婆でいたずら好き。

#### 青井家と関係者
青井海原
空男の父親で、ドレミファ鉄道の運転士。元ゴリリン鉄道の運転士で、ゴリリン鉄道の廃線によりドレミファ鉄道に転勤して来た。
青井麦
空男の母親で、亡くなっている。
青井梅
空男の祖母。
雪子先生
雪のように白いゴリラ。ゴリリン保育園コスモス組の先生で、空男にとっては母のような憧れの存在。

## 用語
特記しない限り、出典は全て。
どーなっつ島
宇宙のどこか、地球によく似た星（『にこにこぷん』の舞台であるにこにこ島もある）の北半球にあるドーナツ形の島。気候は地球の日本とほぼ同じ。自然に恵まれたユートピア。
あさひ町
どーなっつ島の東に位置する町。
ゆうひ村
どーなっつ島の西に位置する村。
のびのビーチ
子供達の遊び場の中心となる砂浜。夏には海の家を作る。
どうなってん野原
どーなっつ島の子供達が遊び場にしているメインの広場。
ハピネス湖
どーなっつ島の中央にある湖。
おきよ丘
あさひ町の隣に位置する丘。
かえろ丘
ゆうひ村の隣に位置する丘。
わなげ山
どーなっつ島のシンボル。頂上付近には常に輪のような雲がある。
もみじ山
わなげ山の隣に位置するという広葉樹林の山。
おちば滝
もみじ山から落ちる滝。
ドレミファ鉄道
あさひ町とゆうひ村の間を走っている。「ドレミファ、ドレミファ」という音を出して走るSL。
はぴねっしー号
どーなっつ汽船が運航する、あさひ町とゆうひ村を結ぶ定期連絡船。恐竜ネッシーの形をしている。

## 音楽
主題歌「ドレミファ・どーなっつ！」
作詞・井出隆夫 / 作曲・乾裕樹 / 歌・みど、ふぁど、れっしー、空男
1999年3月までは『にこにこ、ぷん』と同様に、『おかあさんといっしょ』自体のオープニングと接続されていた。
『おかさんといっしょ』が大幅にリニューアルされた1999年4月以降は、番組の旧オープニングの部分がカットされた音源が用いられていた。ファミリーコンサートでの登場時は別途イントロが新たに作り直されたバージョンを使っていた。
番組のアナログハイビジョン制作開始に伴い、1995年10月以降より映像が変更された。
アイキャッチ「ぐわっ ぐわんばれ！ まだまだ楽しいどーなっつ！」
作詞・井出隆夫 / 作曲・乾裕樹 / 歌・あひるファミリー
エンディングテーマ 「ドレミファ列車」
作詞・井出隆夫 / 作曲・乾裕樹 / 歌・坂田おさむ、神崎ゆう子、みど、ふぁど、れっしー、空男（1992年10月 - 1993年4月）
速水けんたろう、茂森あゆみ、みど、ふぁど、れっしー、空男（1993年4月 - 1999年3月）
みど、ふぁど、れっしー、空男が日替わりで「さぁ！体操の後は、ドレミファ列車!!」の掛け声で始まる。みどとふぁどは2人で掛け声を担当する場合もある。
『にこにこ、ぷん』の「さよならマーチ」のトンネル担当は、じゃじゃまるとぽろりに固定されていたが、今作は「掛け声を担当した着ぐるみ以外の3人による日替わり」になった。トンネル終了の掛け声は、たいそうのおにいさんによる、「はーい、もうすぐ終点！」だった。
挿入歌
全て、作詞・井出隆夫
「わんわんマーチ」
作曲・乾裕樹 / 歌・みど、ふぁど
放送開始当初、サビの部分で「二人で一人」という歌詞があったが、双生児の保護者グループから批判があり、「心は一つ」に変更された。
「地球を回すのだあれ？」
作曲・福田和禾子 / 歌・みど、ふぁど、れっしー、空男
「誓いの哺乳ビン」
作曲・越部信義 / 歌・ふぁど
「やだやだツイスト」
作曲・乾裕樹 / 歌・れっしー
本作終了後も、うたのおにいさん・おねえさんが歌唱するバージョンとビデオクリップが新規制作されている。
「アリさんいいな」
作曲・乾裕樹 / 歌・空男
「カンガルー・カウボーイ」
作曲・乾裕樹 / 歌・れっしー
「シャラララ ともだち」
作曲・越部信義 / 歌・みど、ふぁど、れっしー、空男
「シュビ・ドゥビ・パパヤ」
作曲・越部信義 / 歌・みど、ふぁど、れっしー、空男
元々は『にこにこ、ぷん』から生まれた楽曲である。
「あの子をさそって海へ行こう」
作曲・編曲：福田和禾子 / 歌・みど、ふぁど、れっしー、空男
「夏のサンタさん」
作曲・編曲：乾裕樹 / 歌・みど、ふぁど、れっしー、空男
「かいぞくマーチ」
作曲・越部信義 / 歌・ふぁど、れっしー、空男
「しあわせ わけっこ」
作曲・越部信義 / 歌・みど、ふぁど、れっしー、空男
「秋のマーチ」
作曲・越部信義 / 歌・みど、ふぁど、れっしー、空男
「心はまあるいドーナッツ」
作曲・乾裕樹 / 歌・みど、ふぁど、れっしー、空男
「歩けばほらね歌ってる」
作曲・乾裕樹 / 歌・みど、ふぁど、れっしー、空男
「野原がぼくらの遊園地」
作曲・福田和禾子 / 歌・みど、ふぁど、れっしー、空男
「青空に歌えば」
作曲・越部信義 / 歌・演奏：みど、ふぁど、れっしー、空男
「おかあさんといっしょ」の歌で数少ないアカペラソングで、演奏はキャラクター4人が行っている。
「あつあつアロハ」
作曲・越部信義 / 歌・みど、ふぁど、れっしー、空男
「金色うさぎ」
作曲・福田和禾子 / 歌・みど、ふぁど、れっしー、空男
「さすらいのカンガルー」
作曲・越部信義 / 歌・れっしー
「ごめんねピーマン」
作曲・越部信義 / 歌・れっしー
上記の「シュビ・ドゥビ・パパヤ」と同じく、元々は『にこにこ、ぷん』から生まれた楽曲である。
「風がひいてるバイオリン」
作曲・越部信義 / 歌・れっしー
「焼きたてパンが呼んでます」
作曲・福田和禾子 / 歌・みど、ふぁど、れっしー、空男
「くんくんりんりんクリスマス」
作曲・福田和禾子 / 歌・みど、ふぁど、れっしー、空男
「サンタにお手紙かいちゃった」
作曲・越部信義 / 歌・みど、ふぁど、れっしー、空男
「白いともだち」
作曲・乾裕樹 / 歌・みど、ふぁど、れっしー、空男
「お星さまに腰かけて」
作曲・越部信義 / 歌・みど、ふぁど、れっしー、空男
「あつつつロックンロール」
歌・みど、ふぁど、れっしー、空男

## ファミリーコンサート
| 公演   | タイトル                                                  | 出演者（一部を除く） |
| ------ | --------------------------------------------------------- | --- |
| 1992年 | ようこそどーなっつ島へ                                    | 坂田おさむ、神崎ゆう子、馮智英、天野勝弘 みど、ふぁど、れっしー、空男 じゃじゃまる、ぴっころ、ぽろり |
| 1993年 | おかあさんといっしょ'93ファミリーコンサート               | 速水けんたろう、茂森あゆみ、馮智英、佐藤弘道 みど、ふぁど、れっしー、空男 坂田おさむ、神崎ゆう子 じゃじゃまる、ぴっころ、ぽろり |
| 1993年 | あつまれ うた！うた！ うた！                              | 速水けんたろう、茂森あゆみ、佐藤弘道 みど、ふぁど、れっしー、空男 坂田おさむ、神崎ゆう子 じゃじゃまる、ぴっころ、ぽろり |
| 1994年 | すてきなうた だいすき！                                   | 速水けんたろう、茂森あゆみ、佐藤弘道、松野ちか みど、ふぁど、れっしー、空男 坂田おさむ、美咲あゆむ、飯田ミカ、小嶋信之、山岸隆弘 じゃじゃまる、ぴっころ、ぽろり |
| 1994年 | 世界のうた こんにちは                                     | 速水けんたろう、茂森あゆみ、佐藤弘道、松野ちか みど、ふぁど、れっしー、空男 小嶋信之、山岸隆弘、クロイ・マリー・マクナマラ、ジョンジョン じゃじゃまる、ぴっころ、ぽろり |
| 1995年 | 野原がぼくらの遊園地                                      | 速水けんたろう、茂森あゆみ、佐藤弘道、松野ちか みど、ふぁど、れっしー、空男 かもめの郵便屋さん、カメダスさん、あひるファミリー |
| 1995年 | おはなし列車で行こう                                      | 速水けんたろう、茂森あゆみ、佐藤弘道、松野ちか みど、ふぁど、れっしー、空男 小嶋信之、山岸隆弘 じゃじゃまる、ぴっころ、ぽろり |
| 1996年 | 音楽博士の楽しいコンサート                                | 古今亭志ん輔、速水けんたろう、茂森あゆみ、佐藤弘道、松野ちか みど、ふぁど、れっしー、空男 |
| 1996年 | はるなつあきふゆミュージカル                              | 古今亭志ん輔、速水けんたろう、茂森あゆみ、佐藤弘道、松野ちか みど、ふぁど、れっしー、空男 |
| 1997年 | お〜い！ 〜音楽博士の楽しいコンサート2〜                  | 古今亭志ん輔、速水けんたろう、茂森あゆみ、佐藤弘道、松野ちか みど、ふぁど、れっしー、空男 |
| 1997年 | あ・い・うーをさがせ！                                    | 古今亭志ん輔、速水けんたろう、茂森あゆみ、佐藤弘道、松野ちか みど、ふぁど、れっしー、空男 じゃじゃまる、ぴっころ、ぽろり |
| 1998年 | 歌だ！ ダンスだ！ おまつりだ！                            | 速水けんたろう、茂森あゆみ、佐藤弘道、松野ちか みど、ふぁど、れっしー、空男 >じゃじゃまる、ぴっころ、ぽろり |
| 1998年 | ～夢のなか～                                              | 古今亭志ん輔、速水けんたろう、茂森あゆみ、佐藤弘道、松野ちか みど、ふぁど、れっしー、空男 |
| 1999年 | おかあさんといっしょとゆかいななかま、 〜わくわく大行進〜 | 古今亭志ん輔、速水けんたろう、茂森あゆみ、佐藤弘道、松野ちか、 みど、ふぁど、れっしー、空男、 >じゃじゃまる、ぴっころ、ぽろり ワンワン、かなちゃん、 クリス、メイ・パイカ、ペッパー・タイガー、エディ・エックス、 タップ、クラップ                                                                                              |
| 1999年 | いつまでもともだち                                        | 杉田あきひろ、つのだりょうこ、佐藤弘道、タリキヨコ、 スプー、みど、ふぁど、れっしー、空男、 速水けんたろう、茂森あゆみ、松野ちか |
| 1999年 | テレビタイムファミリーステージ99                          | 杉田あきひろ、つのだりょうこ、佐藤弘道、タリキヨコ スプー、みど、ふぁど、れっしー、空男 古今亭志ん輔、坂田おさむ、神崎ゆう子 速水けんたろう、茂森あゆみ、松野ちか ワンワン、りなちゃん、くぅ、かなちゃん クリス、戸田ダリオ、王健 エディ・エックス、ペッパー・タイガー、メイ・パイカ 秋田きよ美、平田実音、ワクワクさん、ゴロリ |
| 1999年 | 40周年 うたのパーティ                                     | 杉田あきひろ、つのだりょうこ、佐藤弘道、タリキヨコ、 スプー、みど、ふぁど、れっしー、空男、 眞理ヨシコ、しゅうさえこ、森みゆき、 坂田おさむ、神崎ゆう子、速水けんたろう、茂森あゆみ |

## ストーリー
初回
人形劇では1992年（平成2年）10月5日に放送。アニメ版では1997年4月に放送し、2回に分けて放送。みどとふぁどがケンカをして、それぞれ違う遊びをする。しかし一人で遊んでもつまらないから友達ほしいと捜しに行く。
どうなってん野原でラグビーをしていたふぁどは空男と出会い、のびのビーチでバレエの練習をしていたみどはれっしーと出会う。
最終回
2000年3月31日に放送。冬の間ハピネス湖に飛来していた白鳥達が春になってどーなっつ島から出発、4人が白鳥達へ歌でお別れするという内容だった。
最終回の詳細については、後述。

## スタッフ
- 原作・脚本 - 井出隆夫
- 助監督 - 城戸政道、永恵春芳
- キャラクターデザイン - 佐藤邦雄
- プロップデザイン - 上田順一
- セットデザイン - 平山一美、鹿島佳子
- 音楽 - 越部信義、福田和禾子、乾裕樹（東京室内楽協会）
- 音楽制作 - 日本コロムビア
- 人形操演 - 岡村知澄・真次明美（みど）、高橋響子・福田澄江（ふぁど）、田原かよ・後藤春美（れっしー）、和甲拓・吉野貴之（空男）
- 人形操作 - 三好一（グループ・ジロー）
- 人形制作 - 岡部久義（スタジオ・じゃぴぽ）
- 人形美術 - スタジオ・ノーヴァ
- タイトルアニメーション - スリー・ディ
- 監督 - 坂上道之助
- 制作協力 - NHKエデュケーショナル
- 制作・著作 - NHK

## 放送リスト（アニメ）
1. ワンワンマーチ（1997年4月12日）
2. シャラララともだち（1997年4月19日）
3. 心はまあるいドーナッツ（1997年4月26日）
4. 歩けばほらね歌ってる（1997年5月10日）
5. おもいでポケット（1997年5月17日）
6. タンポポ色の春ですね（1997年5月24日）
7. お菓子屋さんと歯医者さん（1997年5月31日）
8. すてきなハッピーバースディ（1997年6月14日）
9. 子供だってコックさん（1997年6月21日）
10. アリさんいいな（1997年6月28日）
11. 誓いの哺乳ビン（1997年7月12日）
12. そよかぜマーチ（1997年6月7日）
13. いつか行こうよシーシーシー（1997年7月19日）
14. あの子をさそって海へ行こう（1997年8月30日）
15. 野原がぼくらの遊園地（1997年9月13日）
16. 海賊マーチ（1997年9月20日）
17. さよなら赤とんぼ（1997年9月27日）
18. カンガルー・カウボーイ（1997年10月11日）
19. みんなどろんこ（1997年10月18日）
20. 今日も汽笛を追いかけて（1997年10月25日）
21. 虹の下には宝もの（1997年11月1日）
22. やだやだツイスト（1997年11月22日）
23. サッカー・サンバ（1997年11月29日）
24. ぼくって忍者（1997年12月6日）

## イベント
ドレミファ・どーなっつ！・にこにこぷん大集合
出演者 - 坂田おさむ、山野さと子、小嶋信之、みど、ふぁど、れっしー、空男、じゃじゃまる、ぴっころ、ぽろり
郵便貯金　夏のこども劇場
1999年7月20日
出演者 - 速水けんたろう、山野さと子、松野ちか、みど、ふぁど、れっしー、空男、ワクワクさん、ゴロリ
ドレミファ・どーなっつ！ がやってきた!!
2000年1月9日
出演者 - みど、ふぁど、れっしー、空男、速水けんたろう、瀧本瞳、関沢圭司、松野ちか

## エピソード
- アニメーション版の存在や、サブキャラクターによるアイキャッチ・エンドキャッチ、かもめの郵便屋さんの登場、『おかあさんといっしょ』オープニング接続など、番組フォーマットも『にこにこ、ぷん』との共通点が多い。
- ファミリーコンサートも『にこにこ、ぷん』との共演が多く、1992秋・1993春・秋・1994春・秋・1995秋・1997秋・1998春・1999年ETV40周年イベントで共演し、第50回NHK紅白歌合戦でもバックダンサーとして共演した。初出演の92年秋のコンサートで『にこにこ、ぷん』の3人がどーなっつ島に流れ着き、そこから交流が始まったということになっている。1999年4月にスプーが登場したのを機に『にこにこ、ぷん』との共演は無くなったが、前述の通り第50回NHK紅白歌合戦ではスプーも含めバックダンサーとして共演した。
- 番組内では本コーナーの他、エンディング「ドレミファれっしゃ」にも通常は4人全員が登場するが、東京以外でのスタジオで実施された場合はみどとふぁどだけ出演した。
- 本作放送開始当初の番組セットは『にこにこ、ぷん』時代のセットを継続して使用していたが、1994年の松野就任時に刷新され、5年間使用された。また、この5年間は出演メンバーが固定されている（後述）。
- 『おかあさんといっしょ』の制作にハイビジョン機材が使われ始めた1995年10月にオープニングと本編がハイビジョン化した。これに合わせ、オープニングテーマ自体は変わらないがアニメーションが一新された。
- 1999年の番組リニューアル時にセットが刷新され（2009年3月の『ぐ～チョコランタン』終了まで使用）、本作放送中にセットが2回変わっている。先述通り、エンディングが「スプラッピスプラッパ」に変更されたため、本作のメンバーがスタジオに登場しなくなった[注釈 12]。また、同時期に開始した『スプーとガタラット』に出演していたスプーとは、共演する機会が少なかった。

## キャラクターについて

### キャスティング
- 空男役の青木和代は『ブンブンたいむ』に出演していた小原乃梨子と肝付兼太が同作放送終了まで兼任した子供向けアニメの準レギュラーを演じ、「ガキ大将キャラの唯一の弱点」と「主要キャラクターで最ものんびり屋」という全く正反対の役を兼任した[17]。
- みど役の佐久間レイも、れっしー役の中尾隆聖が『にこにこ、ぷん』時代から兼任している『それいけ!アンパンマン』（日本テレビ系列）の「バタコさん」役で出演中に今作のオファーを受けた[注釈 13]。佐久間はその後も、1995年から1998年まで『あずきちゃん』でヨーコ[19]、『天才てれびくん』のアニメ枠でされた『アリス探偵局』でヒロイン・アリス役[20]と、今作を含め教育テレビだけで3作品、主要キャラクターを兼任した。
- ふぁど役の小桜エツ子も『あずきちゃん』で「だいず」[19]、1998年から2000年[21]まで放送された名古屋テレビ系列制作のロボットアニメシリーズで、ふぁどと同じく青がイメージカラーの主要キャラクターを演じた[注釈 14][22]。

これにより『にこにこ、ぷん』に続き、今作もメインキャスト全員が他作品でもレギュラー・準レギュラーを勤め上げ、佐久間と中尾は2025年（令和7年）5月現在も出演中である。

### 役柄について
第1作『ブーフーウー』のオオカミから必ず出演していた「意地悪あるいはわがままだが、どこが憎めない」いわゆる三枚目キャラ（今作は、れっしー）の登場が今作で一旦止まった。

## 最終回について
今作品の後継作品の終盤の内容は主に、「主人公達の正体が判明する」（『ぐ～チョコランタン』のスプー、第13作『ガラピコぷ〜』のチョロミーとガラピコ）、「人生の新たなステージに立つ（予定）」（次々作『モノランモノラン』の3人、第12作『ポコポッテイト』のミーニャとメーコブ、『ガラピコぷ～』のムームー）で、どちらにも当てはまらない『ポコポッテイト』のムテ吉も、両親が帰ってくることで、（次に二人が旅に出る間までとはいえ）親友たちと同じように心置きなく甘えることができ「孤独から解放される」になっており、キャラクター達に何らかの変化をもたらす最終回らしいものになっているが、上記の通り今作の最終回はそういった展開ではなく、みど達にとっては普段通りの日常で締め括られた。
これは原作者・井出の、子供たちに最終回ということを意識させないようにする粋な計らいであろうと、「アカイさん」は解釈している。

## 放送終了後
『にこにこ、ぷん』同様に放送終了以降も当時視聴していた世代を中心に根強い人気があるが、同作や次作の『ぐ〜チョコランタン』とは異なり、2000年（平成12年）の放送終了以降は『おかあさんといっしょ』関連のイベントには出演しておらず、2014年（平成26年）まで一切ゲスト出演がなかった。一方、撮影で使われていた着ぐるみはNHKスタジオパークで長く保存されていた。
- 2009年（平成21年）5月5日の『ETV50こどもの日スペシャル〜もう一度見たい教育テレビ 第2弾〜』（NHK教育テレビジョン）では、ETV50周年の企画である「もう一度みたい教育テレビ」のリクエスト募集結果の中間発表として、リクエストの多いキャラクターのベスト50が発表され、その中でれっしーが35位にランクインした。また決めゼリフ特集としてみどとふぁどの「みど・ふぁど・わおーん。」が紹介された。
- 放送終了後12年たった2012年（平成24年）4月8日にNHK BSプレミアムの『ワンワンパッコロ!キャラともワールド』内で1997年4月14日に放送された回が、さらに同年7月15日にはEテレセレクション内で1999年10月4日放送の『おかあさんといっしょ』が丸々再放送され、1999年当時の番組中盤に放送されていた形そのままに放送された。
- 本作の原作者である井出隆夫は、本作終了以降もファミリーコンサートの脚本を複数手がけており、 2013年5月のファミリーコンサートでは、キャラクターが登場したわけではないが、劇中でどーなっつ島に触れられている部分がある。これについては『にこにこ、ぷん』の備考と『ポコポッテイト』の備考の項を参照のこと。
- 2013年（平成25年）7月7日放送の『ワンワンパッコロ!キャラともワールド』で、前作と後継のキャラクターがゲストで出演している回（アタリメ!どんぴょんズ）でも、1996年7月8日放送の回が放送された。
- 2014年（平成26年）7月20日の『ワンワンパッコロ!キャラともワールド』でふぁどがワンパコホテルに「今度、みどと一緒に遊びに行くね」と電話をかけ、その番組に出演することが決定し、同年11月23日の放送で、みどとふぁど、2015年3月22日にれっしーと空男、3月29日では4人全員が登場。また、同作ではキャラクター外装の衣装が初期のデザインをベースに新規に制作されている。
- 2015年（平成27年）12月20日の『ワンワンパッコロ!キャラともワールド』では、みどと茂森あゆみが1999年以来16年ぶりに共演した。
- 2019年（令和元年）8月15日に放送された『おかあさんといっしょ 60年スペシャル』内で、1回分の再放送が行われた。
- 2022年（令和4年）7月28日に放送された『LET’S GO!Eテレタイムマシン』（夏休み特別番組）において、1回分の再放送が行われた[23]。
- 2024年（令和6年）9月23日には『おかあさんといっしょ うたのリクエストスペシャル ドレミファ・どーなっつ！』として当時の番組オープニングや劇中歌、放送当時のうたのおにいさん・おねえさんの歌唱映像などで構成された特別版が放送された[24]。
- 同年10月1日には『おかあさんといっしょ』65周年記念として放送された『おかあさんといっしょ おたんじょうびウィーク火曜日』において、1回分の再放送が行われた[25]。

## 共演者
7年半の長期放送でありながら、その大半である1994年度からの5年間は出演メンバーが古今亭志ん輔、速水けんたろう、茂森あゆみ、佐藤弘道、松野ちかに固定されていた。
- 眞理ヨシコ（初代うたのおねえさん、ファミリーコンサート「40周年 うたのパーティ」）
- しゅうさえこ（14代目うたのおねえさん、ファミリーコンサート「40周年 うたのパーティ」）
- 馮智英（「ハイ・ポーズ」のおねえさん、1992年10月5日 -1994年4月2日）
- にこにこぷん（本作の前作、ファミリーコンサートなど）
- 森みゆき（15代目うたのおねえさん、ファミリーコンサート「40周年 うたのパーティ」）
- 古今亭志ん輔（志ん輔ショー、1992年10月5日 - 1999年4月3日）
- 坂田おさむ（7代目うたのおにいさん、1992年10月5日 - 1993年4月3日）
- 神崎ゆう子（16代目うたのおねえさん、1992年10月5日 - 1993年4月3日）
- 天野勝弘（9代目たいそうのおにいさん、1992年10月5日 - 1993年4月3日）
- 速水けんたろう（8代目うたのおにいさん、1993年4月5日 - 1999年4月3日）
- 茂森あゆみ（17代目うたのおねえさん、1993年4月5日 - 1999年4月3日）
- 佐藤弘道（10代目たいそうのおにいさん、1993年4月5日 - 2000年4月1日）
- 松野ちか（「トライ!トライ!トライ!」のおねえさん、1994年4月4日 - 1999年4月3日）
- 杉田あきひろ（9代目うたのおにいさん、1999年4月5日 - 2000年4月1日）
- つのだりょうこ（18代目うたのおねえさん、1999年4月5日 - 2000年4月1日）
- タリキヨコ（「デ・ポン!」のおねえさん、1999年4月5日 - 2000年4月1日）
- スプー（「スプーとガタラット」後の本作の次作「ぐ〜チョコランタン」のキャラクター、1999年4月5日 - 2000年4月1日）